# Mittelwerk
La firma Mittelwerk GmbH, fue el nombre de una compañía dedicada a la producción de las bombas voladoras V1 y de los cohetes V2. Después del inicio de los bombardeos aliados sobre Alemania, sus instalaciones fueron reubicadas en la montaña de Kohnstein, que se encuentra aproximadamente a 3 km de distancia de Nordhausen, Alemania.

## Historia

### Inicio
En 1917 la fábrica fue una mina de anhidrita propiedad de la empresa Badische Anilin und Soda Fabrik y después de ser abandonada en 1934, otra empresa, Wirtschaft Forschungs Gesellschaft mbH compró la mina para utilizarla como almacén de materias primas.
Durante 1935 la empresa decidió ampliar los túneles; se perforaron dos túneles principales, A y B, que irían de forma paralela conectados a 46 cámaras transversales, que provistas de raíles, conectaban con una estación ferroviaria. Siendo de esta manera el mayor depósito de combustible de Alemania hasta 1943.

### Conversión a Mittelwerk

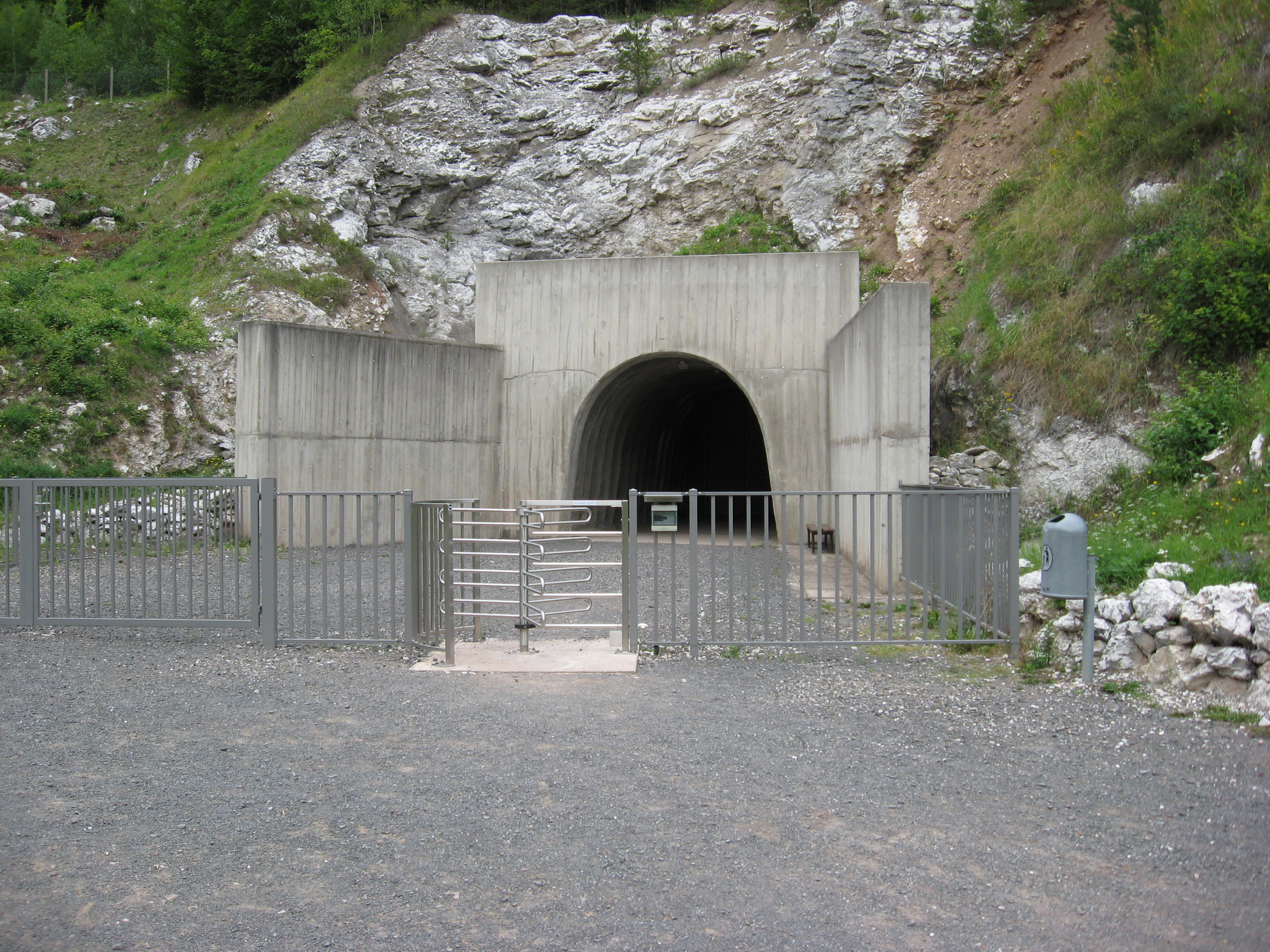
Entrada actual del túnel.

El 24 de septiembre de 1943, el sitio fue confiscado y pasó a manos de la empresa privada Mittelwerk GmbH. En sus túneles la Alemania nazi instaló la fábrica de bombas volantes V1 y cohetes V2 durante la Segunda Guerra Mundial. Mittelwerk GmbH fue fundada por el Ministro de Armamentos del Reich, Albert Speer, que supervisaba la producción, mientras que una división de las SS encargada de la supervisión de las obras del complejo y también de toda la zona de Mittelbau, bajo el control del General de Brigada, Hans Kammler.
En agosto de 1943 llegaron del campo de Buchenwald los primeros trabajadores, para ampliar los túneles y preparar la cadena de montaje, que por el momento también serviría de alojamiento hasta que se terminara la construcción del campo de Dora-Mittelbau en octubre de 1944.
El 19 de octubre de 1943, se le otorgó a la compañía gubernamental Mittelwerk GmbH el Contrato de Guerra No. 0011-5565/43 por el General Emil Leeb, jefe de la Oficina de Armamento, este contrato especificaba la provisión de 12,000 misiles A-4 a un costo de 40,000 Reichsmarks cada uno. Mittelwerk GmbH también operaba sitios de desarrollo y ensayo de los cohetes V-2 en Schlier (Proyecto Zement) y Lehesten. A partir de mayo de 1944, el gerente general de Mittelwerk fue Georg Rickhey, mientras que Albin Sawatzki era el director técnico de Mittelwerk con incumbencia tanto sobre la División Técnica de Arthur Rudolph y el grupo de Hans Lindenberg de 50 ingenieros encargados de control de calidad en Ilfield.

### Labores de producción

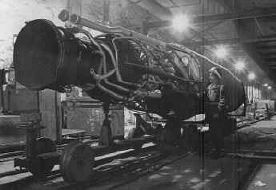
Motor de cohete V-2 en un túnel subterráneo dentro de Mittelwerk luego de la captura por los aliados.

Terminados los túneles y las cámaras (más pequeñas), de 5 a 7 m de ancho, de 9 a 11 m de altura y 1,7 km de largo, daban a la fábrica 20 km longitud en el interior de la montaña.
El túnel A se utilizaba para el transporte de piezas o materiales y las galerías contiguas para el montaje y almacén de repuestos entre otros. El túnel B se utilizó básicamente como la mayor línea de montaje y de salida, ya terminados, de los V2 directamente y bien camuflados hacia su próximo destino. En la sala 41, los cohetes se colocaban en posición vertical para una última inspección completa del V2 finalizado.
A través del túnel A (al sur) y entre las cámaras 46 y 43 sus líneas se dedicaban al montaje y producción del V1, de nombre clave Mittelwerk II. Las salas (al centro) 16 y 41 para los V2, de nombre clave   Mittelwerk I. La entrada de la boca norte (Nordwerk) fue usada para la producción de motores para los Junkers, entre otros tipos de motores.
Los trabajos se realizaban en turnos de 12 horas, día y noche, con 2500 trabajadores alemanes y 5000 obreros esclavizados. Fueron divididos en dos grupos:
- Especialistas - Era el personal mejor calificado, encargándose de las labores de producción especializada, montaje y pruebas de los armamentos.
- Transporte - Eran los encargados de las labores de baja graduación, es decir; labores manuales y de construcción, transporte de materiales y de las piezas para el montaje.

Entre agosto de 1944 y marzo de 1945 se construyeron 4575 cohetes V2. La mortalidad no era menor a los 1500 presos, y a veces era considerablemente mayor.

### Final
El 11 de abril de 1945 con la llegada de los norteamericanos y después de la liberación del campo de obreros esclavizados, empezaron a llevarse el máximo de partes de los cohetes antes de la llegada de los soviéticos, los cuales tenían que hacerse cargo del lugar. Los soviéticos hicieron lo mismo que los estadounidenses, y luego intentaron volar el lugar sin éxito. En 1948 se volaron todas las entradas dejando encerradas numerosos piezas y materiales de los cohetes que hoy se exhiben en diferentes museos de Alemania.

### Actualidad
En 1995 se abrió una nueva entrada al lado del túnel B, la que dio acceso a algunas salas dónde se montaron los V1. El acceso a los túneles se permite solo bajo la compañía de guías experimentados. Allí mismo existe un memorial para los obreros que fueron esclavizados en las labores de construcción de las instalaciones de Mittelwerk.